# 6404 Vanavara
6404 Vanavara este un asteroid din centura principală de asteroizi.

## Descriere
6404 Vanavara este un asteroid din centura principală de asteroizi. A fost descoperit pe 6 august 1991 la Observatorul La Silla de Eric Walter Elst. El prezintă o orbită caracterizată de o semiaxă mare de 3,06 ua, o excentricitate de 0,09 și o înclinație de 4,3° în raport cu ecliptica.